# Cocorná
Cocorná este un municipiu din departamentul Antioquia, Columbia.